# Hyperophora minor
Hyperophora minor är en insektsart som beskrevs av Brunner von Wattenwyl 1891. Hyperophora minor ingår i släktet Hyperophora och familjen vårtbitare. Inga underarter finns listade i Catalogue of Life.